# 好腰苏木镇
好腰苏木镇，是中华人民共和国内蒙古自治区兴安盟科尔沁右翼中旗下辖的一个乡镇级行政单位。

## 行政区划
好腰苏木镇下辖以下地区：
呼和努图嘎社区、新艾勒嘎查、东巴彦套海嘎查、召沙嘎查、伊和呼热嘎查、花灯嘎查、查申套卜嘎查、南巴彦套海嘎查、包日温都热嘎查、好腰苏木嘎查和好腰苏木林场。